# Agricola (Misisipi)
Agricola es un lugar designado por el censo ubicado en el condado de George en el estado estadounidense de Misisipi. En el Censo de 2020 tenía una población de 346 habitantes y una densidad poblacional de 89,18 habitantes por km². Fue incluido como CDP en el censo de 2020. 

## Geografía
Agricola se encuentra ubicado en las coordenadas 30°48′28″N 86°31′12″O / 30.80778, -86.52000. Según la Oficina del Censo de los Estados Unidos,  tiene una superficie total de 3,88 km², de la cual 3,87 km² corresponden a tierra firme y 0,01 km² a agua.